# Emi Watanabe
Emi Watanabe ( (渡部 絵美?, Watanabe Emi); Tokyo, 27 agosto 1959) è un'ex pattinatrice artistica su ghiaccio giapponese. Nel 1979 è diventata la prima pattinatrice giapponese capace di vincere una medaglia al Campionato del mondo nella competizione femminile.

## Palmarès
| Internazionali               | Internazionali | Internazionali | Internazionali | Internazionali | Internazionali | Internazionali | Internazionali | Internazionali |
| Evento                       | 1972–73        | 1973–74        | 1974–75        | 1975–76        | 1976–77        | 1977–78        | 1978–79        | 1979–80        |
| ---------------------------- | -------------- | -------------- | -------------- | -------------- | -------------- | -------------- | -------------- | -------------- |
| Giochi olimpici invernali    |                |                |                | 13°            |                |                |                | 6°             |
| Campionati mondiali          | 17°            | 15°            | 13°            | 17°            | 12°            | 8°             | 3°             | 4°             |
| Skate Canada                 |                |                |                | 3°             |                |                |                |                |
| NHK Trophy                   |                |                |                |                |                |                |                | 1°             |
| Nazionali                    |                |                |                |                |                |                |                |                |
| Campionati giapponesi        | 1°             | 1°             | 1°             | 1°             | 1°             | 1°             | 1°             | 1°             |
| Campionati giapponesi junior | 1°             |                |                |                |                |                |                |                |